# Wagnis (Sport)
Wagnis bedeutet im Sport, sich anspruchsvollen psychophysischen Herausforderungen zu stellen, die mit Gefahren verbunden sind, sich aber mit einem entsprechenden Kompetenzaufbau, mit Mut und Selbstbewusstsein beherrschen lassen. Die Wagnisbereitschaft wird gern in Mutproben getestet, z. B. bei einem Sprung vom Dreimeterbrett ins Wasser. Das sportliche Wagnis erfordert Selbstüberwindung und Verletzungstoleranz, weswegen ihm neben dem motorisch-technischen Können auch eine gewisse mentale Stärke und Leidensfähigkeit zugeordnet wird. Das Wagnis gibt die Chance, vermeintliche Leistungssperren zu sprengen und wird deshalb als pädagogisch wertvoll in Schulsport und Breitensport gefördert.
Das Wagnis spielt in der Forschung, in der Pädagogik und in der Praxis des Sports in Schule und Freizeit eine bedeutende Rolle. Der Begriff findet entsprechend sowohl in der wissenschaftlichen als auch in der didaktisch-methodischen Literatur breite Verwendung.

## Sportwissenschaft
Die Sportwissenschaft beteiligt sich an der interdisziplinären Wagnisforschung. Publikationen wie die von Schleske oder Neumann entstanden aus Dissertationen. Der Staat unterstützt Wissenschaftler mit Forschungssemestern, Forschungsaufträgen und Fördermitteln. Die Sportwissenschaft unterscheidet sachlich, wertend und begrifflich zwischen einem zwar gefahrenhaltigen, aber wertvollen, verantwortbaren Sport (dem  Wagnissport) und sportlichen Aktivitäten, die auf das bloße Risikoerleben, den Kick der Gefahr, ausgerichtet sind (dem  Risikosport). Warwitz kennzeichnet sie mit den auch im internationalen Austausch verwendbaren Begriffen „Skill-Sport“ und „Thrill-Sport“. Seriöse, durch eine Ausbildung, Prüfungen, Lizenzen, Versicherungen gekennzeichnete, verantwortungsbewusst ausgeübte Sportarten wie das  Fallschirmspringen, Skispringen oder Gleitschirmfliegen gelten entsprechend als Wagnissport, während Aktivitäten, die unwägbaren Zufallsfaktoren zu viel Raum geben, wie das Base-Jumping, das Free-solo-Klettern, das Fassadenklettern oder das Balconing (‚Spiel mit dem Risiko’), zum Risikosport gezählt werden.

## Sportpädagogik
Die Sportpädagogik unterscheidet zwischen einem Zuviel (Waghalsigkeit), einem angemessenen Maß (Wagemut) und einem Zuwenig (Wagnisscheu) an Wagnisbereitschaft, wobei die aktive Förderung von maßvollen Wagnissen angestrebt wird. Das Selbsterleben im bestandenen Wagnis, die damit verbundene Kompetenz- und Selbstwertsteigerung, sowie die daraus resultierenden Glücksgefühle und Motivationsschübe zu weiterem Lernen werden als wesentlich für die Persönlichkeitsbildung angesehen. Sie gehören heute zum selbstverständlichen Erziehungsprogramm jedes guten Sportunterrichts. Gerätturnen oder Wasserspringen, aber auch die Kampfspiele bieten mit Kunststücken wie Schwingen, Klettern, Überschlagen, mit Partnerübungen oder Angriffs- und Verteidigungssituationen viele Gelegenheiten, sich  wagend zu bewähren. Die didaktische Umsetzung erfolgt schon in der Grundschule in attraktiven Dschungellandschaften, Kletterparcours, Zirkusspielen und Artistiken. Das Wagnisverhalten wird schon hier nach den Erkenntnissen der Sportwissenschaft auch kritisch hinterfragt. Bei den lehrplanverankerten fächerübergreifenden Lernprojekten gehen von der Sportpädagogik wesentliche Impulse zu der alle Fächer betreffenden Wagniserziehung aus.

## Freizeitsport
Der Freizeitsport entwickelt über die etablierten Wagnissportarten wie Reiten, Skispringen, Segelfliegen, Drachenfliegen, Gleitschirmfliegen oder Wildwasserfahren hinaus neue Sportformen, die Wagnisbereitschaft erfordern wie das Halfpipe-Skating, das Canyoning, das Skydiving oder den neuen Trendsport Parkour. Der Deutsche Alpenverein (DAV) widmet dem verantwortbaren Wagnis bei den verschiedenen Disziplinen des Bergsports mit eigenen Tagungen zu der Thematik, mit Publikationen und Fortbildungsveranstaltungen für seine Mitglieder und die Öffentlichkeit große Aufmerksamkeit. Die Kommunen richten für die Freizeitbetätigung der Kinder Abenteuer-, Wald- oder Robinson-Spielplätze ein. Vor allem in den Alpenländern finden sich zunehmend Hochseilgärten, in denen man über einen Gebirgsfluss hangeln oder sich von Baum  zu Baum bewegen kann. In den Ferienfreizeiten für Kinder und Jugendliche werden von Spielmobilen und Animateuren wagnishaltige Unternehmungen angeboten.

## Extremsport
Der Extremsport steigert das Wagnis bis an die persönlichen Leistungsgrenzen und die Grenzen der Sportarten. Höchste physische, technische, mentale und psychische Schwierigkeiten dienen einer größtmöglichen Herausforderung der eigenen Wagniskompetenz. Der Wissenschaft leistet das kontrollierte extreme Wagnis immer wieder unverzichtbare Erkenntnisse zur Belastbarkeit des Organismus unter Hochmotivation, zur Weiterentwicklung der Trainingslehre oder zur Korrektur von Fehleinschätzungen. So hat erst das hohe Wagnis einzelner Sportler die medizinische Irrlehre widerlegt, dass der menschliche Organismus in Höhen der Todeszone ohne künstliche Sauerstoffbeatmung physisch nicht überleben könne und eine irreversible geistige Umnachtung eintreten werde. Als krasse Gegenerscheinung zu der allgemeinen gesellschaftlichen Absicherungsmentalität entwickeln sich im Sog der starken öffentlichen Aufmerksamkeit und Medienwirksamkeit an den Rändern des Wagnissports allerdings auch oft Sportformen, die wegen ihrer erheblichen Zufallskomponenten zum Risikosport tendieren. Dabei tritt die Sinnfrage meist zurück, stehen der persönliche Nervenkitzel und die spektakuläre (auch finanziell ergiebige) Außenwirkung häufig im Vordergrund. Der Sport wird dann zum exzessiv betriebenem Akrosport: Wellenreiten wird zum Extremsurfen (-wellenreiten), Skating zum Aggressive-Skating, Fallschirmspringen zum Base-Jumping. Diese Extremformen bestimmen oft das Bild der Sportart in der öffentlichen Vorstellung. Ob ein Extremsport zum Risikosport entartet, hängt jedoch weniger von einer bestimmten Sportart als von deren Beherrschung durch den jeweiligen Akteur und der Sinnhaltigkeit des Tuns ab.